# Пентафтортеллуроксид ксенона(II)
Бис(пентафтортеллуроксид) ксенона(II) (тефлат ксенона(II), пентафтортеллурат(VI) ксенона(II)) Xe(OTeF5)2 — одно из неорганических соединений ксенона. 

## Получение
Получен реакцией трис(пентафтортеллуроксида) бора с дифторидом ксенона. 

## Физические свойства
Бесцветное кристаллическое вещество.

## Химические свойства
Самое устойчивое соединение ксенона в котором ксенон связан только с кислородом. При нагревании до 150 °С разлагается на ксенон и бис(пентафтортеллур)пероксид.